# The Way You Make Me Feel
The Way You Make Me Feel is een nummer van Michael Jackson, de derde single die uitkwam van zijn album Bad (1987). Het nummer gaat over wat een vrouw met de zanger doet van binnen. In de Verenigde Staten werd het de derde nummer 1-hit (van evenveel uitgebrachte singles). In Nederland belandde het nummer op de zesde plaats in de Nederlandse Top 40, waarmee het de eerste niet-nummer 1-hit van Bad werd.
Op het concert ter gelegenheid van de dertigste verjaardag van Jacksons carrière zong hij het nummer samen met Britney Spears.

## Videoclip
De videoclip van het nummer laat Michael Jackson zien die achter een mooie jonge vrouw (fotomodel Tatiana Thumbtzen) aanzit over straat. Het nummer eindigt in een grote dans. Er zijn twee versies van de clip: de normale van 6:44 minuten, en de lange van bijna 9 minuten.

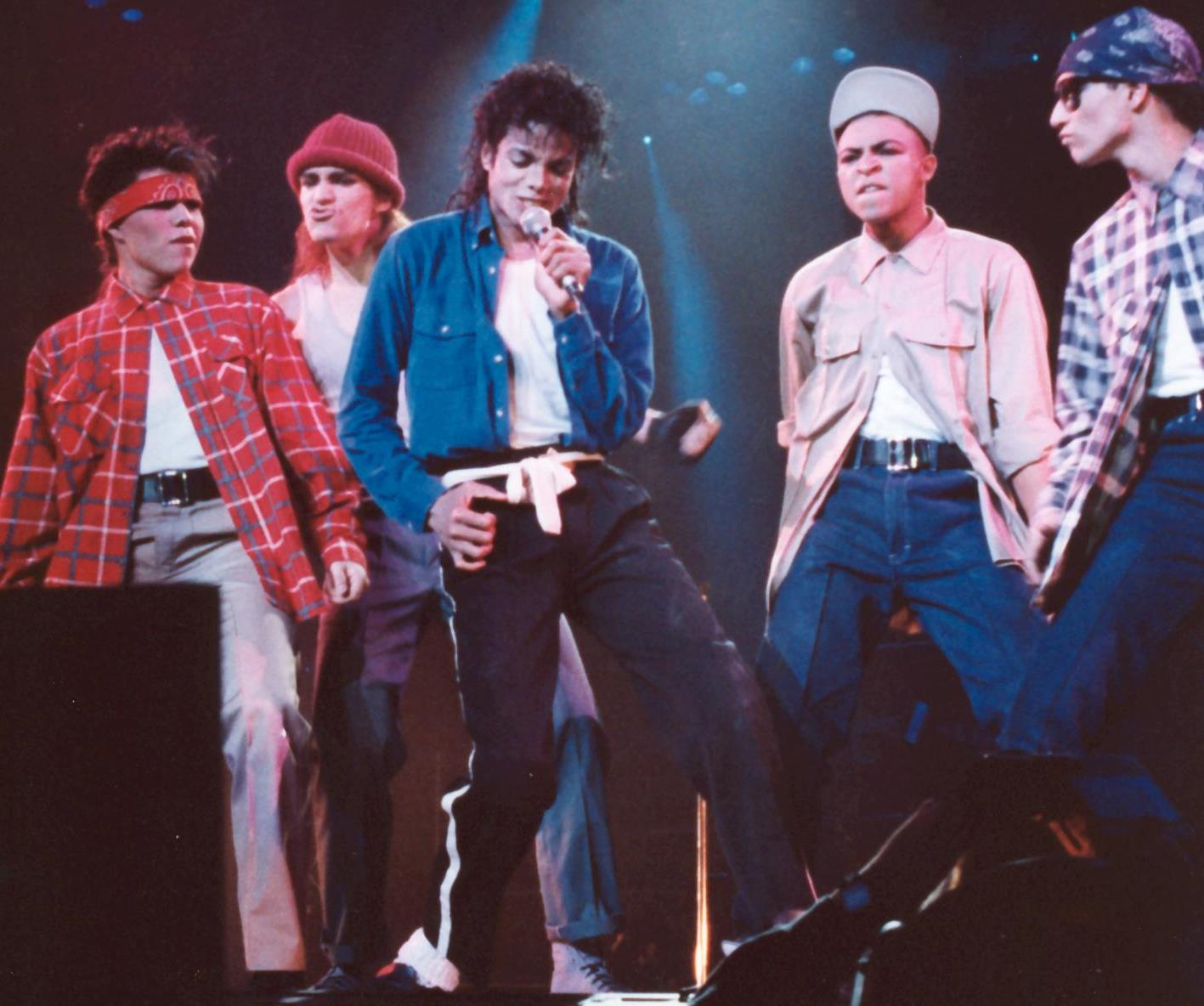
Michael Jackson brengt The Way You Make Me Feel ten gehore tijdens zijn Bad World Tour in 1988

## Lijst van nummers
7" single
1. "The Way You Make Me Feel" (7" Version) – 4:26
2. "The Way You Make Me Feel" (Instrumental) – 4:26

12" single
1. "The Way You Make Me Feel" (Extended Dance Mix) – 7:53
2. "The Way You Make Me Feel" (Dub Version) – 5:06
3. "The Way You Make Me Feel" (A Cappella) – 4:30

## Hitnoteringen

### Nederlandse Top 40
| Hitnotering: 28-11-1987 t/m 23-01-1988 | Hitnotering: 28-11-1987 t/m 23-01-1988 | Hitnotering: 28-11-1987 t/m 23-01-1988 | Hitnotering: 28-11-1987 t/m 23-01-1988 | Hitnotering: 28-11-1987 t/m 23-01-1988 | Hitnotering: 28-11-1987 t/m 23-01-1988 | Hitnotering: 28-11-1987 t/m 23-01-1988 | Hitnotering: 28-11-1987 t/m 23-01-1988 | Hitnotering: 28-11-1987 t/m 23-01-1988 | Hitnotering: 28-11-1987 t/m 23-01-1988 |
| Week:                                  | 1                                      | 2                                      | 3                                      | 4                                      | 5                                      | 6                                      | 7                                      | 8                                      |                                        |
| -------------------------------------- | -------------------------------------- | -------------------------------------- | -------------------------------------- | -------------------------------------- | -------------------------------------- | -------------------------------------- | -------------------------------------- | -------------------------------------- | -------------------------------------- |
| Positie:                               | 29                                     | 16                                     | 9                                      | 6                                      | 6                                      | 14                                     | 18                                     | 32                                     | uit                                    |

### NederlandseSingle Top 100
| Hitnotering: (Week 1 t/m 13) 28-11-1987 t/m 27-02-1988 Hitnotering: (Week 14 t/m 15) 01-04-2006 t/m 08-04-2006 Hitnotering: (Week 16 t/m 19) 04-07-2009 t/m 25-07-2009 | Hitnotering: (Week 1 t/m 13) 28-11-1987 t/m 27-02-1988 Hitnotering: (Week 14 t/m 15) 01-04-2006 t/m 08-04-2006 Hitnotering: (Week 16 t/m 19) 04-07-2009 t/m 25-07-2009 | Hitnotering: (Week 1 t/m 13) 28-11-1987 t/m 27-02-1988 Hitnotering: (Week 14 t/m 15) 01-04-2006 t/m 08-04-2006 Hitnotering: (Week 16 t/m 19) 04-07-2009 t/m 25-07-2009 | Hitnotering: (Week 1 t/m 13) 28-11-1987 t/m 27-02-1988 Hitnotering: (Week 14 t/m 15) 01-04-2006 t/m 08-04-2006 Hitnotering: (Week 16 t/m 19) 04-07-2009 t/m 25-07-2009 | Hitnotering: (Week 1 t/m 13) 28-11-1987 t/m 27-02-1988 Hitnotering: (Week 14 t/m 15) 01-04-2006 t/m 08-04-2006 Hitnotering: (Week 16 t/m 19) 04-07-2009 t/m 25-07-2009 | Hitnotering: (Week 1 t/m 13) 28-11-1987 t/m 27-02-1988 Hitnotering: (Week 14 t/m 15) 01-04-2006 t/m 08-04-2006 Hitnotering: (Week 16 t/m 19) 04-07-2009 t/m 25-07-2009 | Hitnotering: (Week 1 t/m 13) 28-11-1987 t/m 27-02-1988 Hitnotering: (Week 14 t/m 15) 01-04-2006 t/m 08-04-2006 Hitnotering: (Week 16 t/m 19) 04-07-2009 t/m 25-07-2009 | Hitnotering: (Week 1 t/m 13) 28-11-1987 t/m 27-02-1988 Hitnotering: (Week 14 t/m 15) 01-04-2006 t/m 08-04-2006 Hitnotering: (Week 16 t/m 19) 04-07-2009 t/m 25-07-2009 | Hitnotering: (Week 1 t/m 13) 28-11-1987 t/m 27-02-1988 Hitnotering: (Week 14 t/m 15) 01-04-2006 t/m 08-04-2006 Hitnotering: (Week 16 t/m 19) 04-07-2009 t/m 25-07-2009 | Hitnotering: (Week 1 t/m 13) 28-11-1987 t/m 27-02-1988 Hitnotering: (Week 14 t/m 15) 01-04-2006 t/m 08-04-2006 Hitnotering: (Week 16 t/m 19) 04-07-2009 t/m 25-07-2009 | Hitnotering: (Week 1 t/m 13) 28-11-1987 t/m 27-02-1988 Hitnotering: (Week 14 t/m 15) 01-04-2006 t/m 08-04-2006 Hitnotering: (Week 16 t/m 19) 04-07-2009 t/m 25-07-2009 | Hitnotering: (Week 1 t/m 13) 28-11-1987 t/m 27-02-1988 Hitnotering: (Week 14 t/m 15) 01-04-2006 t/m 08-04-2006 Hitnotering: (Week 16 t/m 19) 04-07-2009 t/m 25-07-2009 | Hitnotering: (Week 1 t/m 13) 28-11-1987 t/m 27-02-1988 Hitnotering: (Week 14 t/m 15) 01-04-2006 t/m 08-04-2006 Hitnotering: (Week 16 t/m 19) 04-07-2009 t/m 25-07-2009 | Hitnotering: (Week 1 t/m 13) 28-11-1987 t/m 27-02-1988 Hitnotering: (Week 14 t/m 15) 01-04-2006 t/m 08-04-2006 Hitnotering: (Week 16 t/m 19) 04-07-2009 t/m 25-07-2009 | Hitnotering: (Week 1 t/m 13) 28-11-1987 t/m 27-02-1988 Hitnotering: (Week 14 t/m 15) 01-04-2006 t/m 08-04-2006 Hitnotering: (Week 16 t/m 19) 04-07-2009 t/m 25-07-2009 | Hitnotering: (Week 1 t/m 13) 28-11-1987 t/m 27-02-1988 Hitnotering: (Week 14 t/m 15) 01-04-2006 t/m 08-04-2006 Hitnotering: (Week 16 t/m 19) 04-07-2009 t/m 25-07-2009 | Hitnotering: (Week 1 t/m 13) 28-11-1987 t/m 27-02-1988 Hitnotering: (Week 14 t/m 15) 01-04-2006 t/m 08-04-2006 Hitnotering: (Week 16 t/m 19) 04-07-2009 t/m 25-07-2009 | Hitnotering: (Week 1 t/m 13) 28-11-1987 t/m 27-02-1988 Hitnotering: (Week 14 t/m 15) 01-04-2006 t/m 08-04-2006 Hitnotering: (Week 16 t/m 19) 04-07-2009 t/m 25-07-2009 | Hitnotering: (Week 1 t/m 13) 28-11-1987 t/m 27-02-1988 Hitnotering: (Week 14 t/m 15) 01-04-2006 t/m 08-04-2006 Hitnotering: (Week 16 t/m 19) 04-07-2009 t/m 25-07-2009 | Hitnotering: (Week 1 t/m 13) 28-11-1987 t/m 27-02-1988 Hitnotering: (Week 14 t/m 15) 01-04-2006 t/m 08-04-2006 Hitnotering: (Week 16 t/m 19) 04-07-2009 t/m 25-07-2009 | Hitnotering: (Week 1 t/m 13) 28-11-1987 t/m 27-02-1988 Hitnotering: (Week 14 t/m 15) 01-04-2006 t/m 08-04-2006 Hitnotering: (Week 16 t/m 19) 04-07-2009 t/m 25-07-2009 | Hitnotering: (Week 1 t/m 13) 28-11-1987 t/m 27-02-1988 Hitnotering: (Week 14 t/m 15) 01-04-2006 t/m 08-04-2006 Hitnotering: (Week 16 t/m 19) 04-07-2009 t/m 25-07-2009 | Hitnotering: (Week 1 t/m 13) 28-11-1987 t/m 27-02-1988 Hitnotering: (Week 14 t/m 15) 01-04-2006 t/m 08-04-2006 Hitnotering: (Week 16 t/m 19) 04-07-2009 t/m 25-07-2009 |
| Week: | 1 | 2 | 3 | 4 | 5 | 6 | 7 | 8 | 9 | 10 | 11 | 12 | 13 | | 14 | 15 | | 16 | 17 | 18 | 19 | |
| --- | --- | --- | --- | --- | --- | --- | --- | --- | --- | --- | --- | --- | --- | --- | --- | --- | --- | --- | --- | --- | --- | --- |
| Positie: | 24 | 10 | 6 | 6 | 6 | 9 | 16 | 21 | 33 | 48 | 68 | 89 | 99 | uit | 24 | 47 | uit | 40 | 51 | 53 | 92 | uit |

### VlaamseRadio 2 Top 30
| Hitnotering: 28-11-1987 t/m 30-01-1988 | Hitnotering: 28-11-1987 t/m 30-01-1988 | Hitnotering: 28-11-1987 t/m 30-01-1988 | Hitnotering: 28-11-1987 t/m 30-01-1988 | Hitnotering: 28-11-1987 t/m 30-01-1988 | Hitnotering: 28-11-1987 t/m 30-01-1988 | Hitnotering: 28-11-1987 t/m 30-01-1988 | Hitnotering: 28-11-1987 t/m 30-01-1988 | Hitnotering: 28-11-1987 t/m 30-01-1988 | Hitnotering: 28-11-1987 t/m 30-01-1988 | Hitnotering: 28-11-1987 t/m 30-01-1988 | Hitnotering: 28-11-1987 t/m 30-01-1988 |
| Week:                                  | 1                                      | 2                                      | 3                                      | 4                                      | 5                                      | 6                                      | 7                                      | 8                                      | 9                                      | 10                                     |                                        |
| -------------------------------------- | -------------------------------------- | -------------------------------------- | -------------------------------------- | -------------------------------------- | -------------------------------------- | -------------------------------------- | -------------------------------------- | -------------------------------------- | -------------------------------------- | -------------------------------------- | -------------------------------------- |
| Positie:                               | 13                                     | 3                                      | 3                                      | 4                                      | 2                                      | 4                                      | 4                                      | 9                                      | 18                                     | 24                                     | uit                                    |

### NPO Radio 2 Top 2000
| Nummer met noteringen in de NPO Radio 2 Top 2000 | '09 | '10 | '11  | '12  | '13 | '14  | '15  | '16 | '17  | '18 | '19  | '20 | '21  | '22  | '23  | '24  |
| ------------------------------------------------ | --- | --- | ---- | ---- | --- | ---- | ---- | --- | ---- | --- | ---- | --- | ---- | ---- | ---- | ---- |
| The Way You Make Me Feel                         | 534 | -   | 1183 | 1470 | 962 | 1098 | 1161 | 983 | 1037 | 748 | 1173 | 952 | 1179 | 1310 | 1437 | 1783 |

1. ↑  Een '-' betekent dat het nummer niet was genoteerd en een vetgedrukt getal geeft de hoogste notering aan.
2. ↑  2009 was het eerste jaar met een notering voor dit nummer.